# José Alberty Correia
José Alberty Correia OA • ComA • GOI (Abrantes, 4 de fevereiro de 1917-9 de junho de 2011) foi um governador colonial português. Governou a província do Timor português de 12 de junho de 1963 a 14 de novembro de 1967 e também comandante-chefe das Forças Armadas da mesma província, sendo tenente-coronel e, mais tarde, coronel.

## Biografia
Foi feito Oficial da Ordem Militar de Avis a 10 de novembro de 1950 e elevado a Comendador da mesma Ordem a 2 de novembro de 1961, que exerceu o cargo de Governador no antigo território português Timor português, com o estatuto de província ultramarina, entre 12 de junho 1963 e 1968, tendo sido antecedido pelo comandante-chefe de Militar, interino, brigadeiro Franscisco António Pires Barata e sucedido por José Nogueira Valente Pires. A 19 de agosto de 1968 foi feito Grande-Oficial da Ordem do Império.
Em 1936 ingressou no corpo de alunos da antiga Escola Militar, onde frequentou o curso de infantaria, que concluiu em 1939, com prémio honorífico. Foi promovido a alferes em 1939, a tenente em 1941, a capitão em 1945, a major em 1955, a tenente-coronel em 1959 e a coronel em 1965.
Em 1944 vai pela primeira vez para a colónia, como comandante da uma Companhia Anticarro, tendo ficado retida em Moçambique até 1946.
Curso do Estado-Maior no Instituto de Altos Comandos Militares.
Em 1951, ingressou no quadro de oficiais do Corpo de Estado-Maior. Durante a sua carreira militar prestou serviço em várias unidades e estabelecimentos militares no continente, Açores, Madeira e nas colónias de Portugal.

## Governador do Timor português
Quando chegou a Díli, a 12 de junho de 1963, o governador do Timor português, tenente-coronel José Alberty Correia, ficou apreensivo com a União da República de Timor (URT), um "atrófico movimento nacionalista islâmico-malaio timorense", entre 1960 a 1975. Segundo o tenente-coronel, José Alberty Correia: "a situação encontrada dava claros indícios de certo nervosismo, receando-se uma eminente acção de infiltração ou de forças dos indonésios, e admitia-se haver já organizado um governo provisório para tomar conta do território."
Em abril de 1964, na presença do governador, o tenente-coronel José Alberty Correia inaugurou-se a construção da sede da Associação Comercial, Agricola e Industrial de Timor (ACAIT).  
O subsecretário de Estado da Administração Ultramarina, Joaquim Moreira da Silva Cunha, partiu de Lisboa, no dia o 23 de novembro de 1964. No dia 25 de novembro chegou ao Aeródromo de Baucau, onde esteve com o governador do Timor português, tenente-coronel José Alberty Correia, e pelo comandante militar, tenente-coronel Artur Ribeiro e por mais de 5 "mil populares com os seus trajes típicos". No dia 16 de dezembro de 1964, o subsecretário de Estado regressou a Lisboa.
No dia 22 de agosto de 1965, o governador da província de Timor português, tenente-coronel José Alberty Correia chegou ao Aeroporto de Lisboa, sendo aguardado António da Fonseca, em representação do ministro do Ultramar; por D. José Joaquim Ribeiro, bispo auxiliar da Diocese de Díli; pelo tenente-coronel Lopes dos Santos, governador de Macau; pelo Ferreira da Silva, diretor-geral da Saúde e Assistência do ministério do Ultramar e por outras altas individualidades. 
"Venho a Lisboa chamado pelo Ministro da Ultramar para tratar de alguns problemas daquela nossa província. ... Trago um pesado fardo de problemas para apresentar ao Governo Central, mas estou crente que, contando com a boa vontade e o interesse de sempre de todos os elementos governativos, esses problemas serão resolvidos".  
Em 12 de junho de 1966, em Díli, tem uma expressiva manifestação da população timorense assinalou a passagem do terceiro aniversário da posse do coronel do C.E.M., José Alberty Correia, no alto cargo de governador de Timor português. No brilhante improviso, o governador José Alberty Correia, "o Governo Central continuarás a apoiar as realizações necessárias até que a Província consiga viver bem e o povo timorense tenha ascendido ao nível social desejado".
Em relação à República da China (Formosa/Taiwan) ela tinha um Consulado em Díli para tratar dos assuntos consulares da comunidade chinesa no Timor português, que eram entre 7.000 a 9.000 chineses. Aliás, segundo o coronel José Alberty Correia, "[a] China (Formosa), sempre cautelosa, admitia a existência de um governo provisório da [União] da República de Timor/Díli e admitia a possibilidade do seu reconhecimento".

## Carreira profissional
Em missões do Estado-Maior do Exército serviu em Macau, Índia, Moçambique, Angola e a Guiné portuguesa; exerceu funções da Direção dos Serviços Ultramarinos, foi chefe da Repartição de Gabinete do Chefe do Estado-Maior do Exército e professor efetivo do curso de promoção a oficial superior do Instituto dos Altos Estudos Militares.
Foi nomeado secretário de Estado do Exército, no dia 18 de janeiro de 1972, na posição de brigadeiro, e foi exonerado em 7 de novembro de 1973.

## Condecorado
Foi agraciado pelo presidente da República, Américo Thomaz, com o grau de comendador da Ordem Militar de Aviz, no dia 2 de novembro de 1961, e o de grande-oficial da Ordem do Império, no dia 19 de agosto de 1968.